# 卡尔瓦列多
卡尔瓦列多，是西班牙加利西亚自治区卢戈省的一个市镇。 总面积139平方公里，总人口3080人（2001年），人口密度22人/平方公里。